# Kardiovaskularna bolest
Kardiovaskularne bolesti (srčane bolesti, CVD) su klasa oboljenja koje obuhvataju srce ili krvne sudova (arterije i vene). Mada se ovaj termin tehnički odnosi na bilo koje oboljenje sa uticajem na kardiovaskularni sistem (kako ga primenjuje ), on se obično koristi za oboljenja koja se odnose na aterosklerozu (arterijske bolesti). Ta oboljenja često imaju slične uzroke, mehanizme, i tretmane.
Uzročni mehanizmi znatno variraju u zavisnosti od bolesti. Bolest koronarnih arterija, moždani udar i bolest perifernih arterija uključuju aterosklerozu. Uzrok tome mogu biti visoki krvni pritisak, pušenje, dijabetes melitus, nedostatak fizičke aktivnosti, gojaznost, visok holesterol u krvi, loša ishrana i prekomerna konzumacija alkohola, između ostalog. Procenjuje se da visoki krvni pritisak uzrokuje približno 13% smrtnih slučajeva od CVD, dok duvan čini 9%, dijabetes 6%, nedostatak vežbanja 6% i gojaznost 5%. Reumatska bolest srca može uslediti nakon nelečenog streptokoknog faringitisa.
Procenjuje se da se do 90% CVD slučajeva može sprečiti. Prevencija kardiovaskularnih bolesti uključuje umanjenje faktora rizika kroz: zdravu ishranu, vežbanje, izbegavanje duvanskog dima i ograničavanje unosa alkohola. Lečenje faktora rizika, kao što su visok krvni pritisak, visok sadržaj lipida u krvi i dijabetes, takođe je korisno. Lečenje ljudi koji imaju strep grla antibioticima može smanjiti rizik od reumatskih bolesti srca. Upotreba aspirina kod ljudi koji su inače zdravi ne donosi jasnu korist.
Kardiovaskularne bolesti su vodeći uzrok smrti u svim delovima sveta, osim u Africi. Kardiovaskularne bolesti su rezultirale sa 17,9 miliona smrtnih slučajeva (32,1%) u 2015. godini, u odnosu na 12,3 miliona (25,8%) 1990. godine. Smrtni slučajevi od CVD-a u određenom dobu su češći i povećavaju se u većini zemalja u razvoju, dok su stope u većini razvijenih sveta opadale od 1970-ih. Bolest koronarnih arterija i moždani udar čine 80% smrtnih slučajeva od CVD kod muškaraca i 75% smrtnih slučajeva od CVD kod žena. Većina kardiovaskularnih bolesti pogađa starije odrasle osobe. U Sjedinjenim Državama 11% ljudi između 20 i 40 godina ima CVD, dok 37% između 40 i 60 godina, 71% ljudi između 60 i 80 i 85% ljudi starijih od 80 godina ima CVD. Prosečna starost umrlih od bolesti koronarnih arterija u razvijenom svetu je oko 80 godina, dok je oko 68 godina u svetu u razvoju. Dijagnoza bolesti se obično javlja sedam do deset godina ranije kod muškaraca u poređenju sa ženama.

## Epidemiologija
Kardiovaskularne bolesti ostaju najveći uzrok smrtnih slučajeva širom sveta. Mada su tokom zadnje dve dekade, stope kardiovaskularnog mortaliteta opale u mnogim razvijenim zemljama, one su porasle zapanjujućom brzinom u zemljama sa niskim i srednjim nivoom prihoda. Procenat preranih smrtnih slučajeva uzrokovanih kardiovaskularnim oboljenjima je u opsegu od 4% u razvijenim zemljama do 42% u nerazvijenim zemljama. Više od 17 miliona ljudi je podleglo kardiovaskularnim bolestima tokom 2008. Svake godine bolesti srca su uzrok smrti većeg broja ljudi od kancera. Zadnjih godina, kardiovaskularni rizik žena je porastao. Poznato je da se vaskularne povrede akumuliraju od adolescentnog doba, te su neophodni primarni preventivni napori od detinjstva.
Do vremena kad se problemi ustanove, osnovni uzročnici (ateroskleroze) su obično u poodmaklom stupnju, jer su se razvijali decenijama. Iz tog razloga je neophodno posvetiti pažnju prevenciji ateroskleroze putem modifikovanja faktora rizika, kao što su zdrava ishrana, vežbanje, i izbegavanje pušenja.
Ključne činjenice
CVD su globalni broj uzroka smrti: više ljudi umre godišnje od CVD-a nego iz bilo kog drugog uzroka.
Oko 17,9 miliona ljudi je umrlo od CVD-a 2016. godine, što predstavlja 31% ukupnih smrtnih slučajeva. Od ovih smrtnih slučajeva, 85% su zbog srčanog udara i moždanog udara.
Preko tri četvrtine smrti CVD-a se odvijaju u zemljama sa niskim i srednjim prihodima.
Od 17 miliona preuranjenih smrtnih slučajeva (ispod 70 godina starosti) zbog ne-zaraznih bolesti u 2015. godini, 82% su u zemljama sa niskim i srednjim prihodima, a 37% su uzrokovane CVD-ima.
Većina kardiovaskularnih bolesti može se sprečiti adresiranjem faktora rizika ponašanja, kao što su upotreba duvana, nezdravu ishranu i gojaznost, fizička neaktivnost i štetna upotreba alkohola koristeći strategije u celoj populaciji.
Ljudi sa kardiovaskularnim oboljenjima ili koji imaju visok kardiovaskularni rizik (zbog prisustva jednog ili više faktora rizika kao što su hipertenzija, dijabetes, hiperlipidemija ili već utvrđena bolest) trebaju rano otkrivanje i upravljanje pomoću savetovanja i lijekova, po potrebi.

## Vrste kardiovaskularnih bolesti
U grupu kardiovaskularne bolesti (CVD) ili bolesti srca i krvnih sudova spadaju:
- Koronarna bolest srca - bolest krvnih sudova koji snabdijevaju srčani mišić;
- Cerebrovaskularne bolesti - bolesti krvnih sudova koje snabdevaju mozak;
- Periferna arterijska bolest - bolesti krvnih sudova koje snabdevaju ruke i noge;
- Reumatska bolest srca - oštećenje srčanog mišića i srčanih valbula izazvano reumatskom groznicom, uzrokovane streptokoknim bakterijama;
- Kongenitalna bolest srca - malformacije srčane strukture koja postoje na rođenju;
- Duboka venska tromboza i plućna embolija - krvni ugrušci u veoma nogu, koji mogu da se presele u srce i pluća.

## Etiopatogeneza
Srčani napadi i srčani udar su obično akutni događaji i uglavnom su uzrokovani blokadom koja sprečava krv da teče do srca ili mozga. Najčešći razlog za ovo je stvaranje masnih naslaga na unutrašnjim zidovima krvnih sudova koji krvlju snabdevaju srce ili mozak. Zastoji u cirkulaciji takođe mogu biti uzrokovane krvarenjem iz krvnog suda u mozgu ili krvnim ugrušaka.
Faktori rizika
Srčanom i moždanom udara  obično prethodi prisustvo brojnih faktora rizika, kao što su:
- upotreba duvana,
- nezdrava ishrana
- fizička neaktivnost,
- štetna upotreba alkohola,
- prekomerna izloženost stresu,
- nasledni faktori.

Efekti faktora rizika mogu se manifestovati kod pojedinaca kao:
- povećan krvni pritisak (hipertenzija),
- povišen nivo glukoze u krvi (šećerna bolest),
- povećan nivo lipida u krvi, prekomjerna težina i gojaznost.

## Prevencija
Prekid upotrebe duvana, smanjenje soli u ishrani, konzumiranje voća i povrća, redovna fizička aktivnost i izbegavanje štetne upotrebe alkohola rezultuju smanjenjem rizika od kardiovaskularnih bolesti. 
Osim toga, pravovremeno lečenje dijabetesa, hipertenzija i visokih krvnih lipida neophodno je kako bi se smanjio kardiovaskularni rizik i sprečio srčani i moždani udar. 
Zdravstvene politike koje stvara pogodno okruženje za donošenje odluka o zdravom izboru života i preventivnoj zdravstvenoj zaštiti pristupačnoj i dostupnoj svim pacijentima od ključnog je značaja za motivisanje ljudi da usvoje i održe zdravo ponašanje.

## Literatura
- Maton Anthea (1993). Human Biology and Health. Englewood Cliffs, New Jersey: Prentice Hall. ISBN 978-0-13-981176-0.

## Spoljašnje veze
- Kardiovaskularna bolest на веб-сајту  (језик: енглески)
- Kardiovaskularna bolest на веб-сајту  (језик: енглески)

|  | Molimo Vas, obratite pažnju na važno upozorenje u vezi sa temama iz oblasti medicine (zdravlja). |